# Verwantschap tussen Afrikaans en Nederlands
Het Afrikaans en Nederlands zijn nauw aan elkaar verwante talen: ongeveer 90 tot 95 procent van de Afrikaanse woordenschat is van Nederlandse oorsprong en de verschillen zijn klein. Het Afrikaans kent echter minder uitzonderingen in de woordstructuur, grammatica en spelling dan het Nederlands, waardoor het mogelijk is om Nederlandse grammatica via "vaste regels" om te zetten in Afrikaanse grammatica. Gebruikers van Nederlands en van Afrikaans begrijpen elkaar doorgaans gemakkelijk, met name als het om geschreven teksten gaat.
De verwantschap tussen het Afrikaans en het Nederlands is versterkt doordat beide talen binnen één taalgemeenschap lange tijd als dezelfde taal beschouwd werden. In Zuid-Afrika werd vroeger met de term 'Hollands' zowel Afrikaans als Nederlands bedoeld. Tot 1984 werden het Afrikaans en het Nederlands door de Grondwet van Zuid-Afrika als dezelfde taal beschouwd.
Tegenwoordig geldt het Afrikaans als een dochtertaal van het Nederlands en — in tegenstelling tot Belgisch-Nederlands, Nederlands-Nederlands en Surinaams-Nederlands — als een aparte standaardtaal in plaats van een nationale variëteit. Toch vinden sommige deskundigen dat het Afrikaans en het Nederlands als dezelfde taal beschouwd kunnen worden en dat vele verschillen slechts kunstmatig geïntroduceerd werden. Daarom heerst er een discussie over de precieze status van het Afrikaans.
In 1978 won de Zuid-Afrikaans-Nederlandse schrijfster Elisabeth Eybers de Constantijn Huygensprijs en in 1991 de P.C. Hooft-prijs voor haar complete Afrikaanstalige oeuvre. Beide prijzen worden slechts toegekend aan Nederlandstalige schrijvers. Haar Afrikaanstalige werk wordt doorgaans tot de Nederlandse literatuur gerekend.

## Overgang van Nederlands naar Afrikaans
Toen de Nederlanders, gezonden door de Vereenigde Oostindische Compagnie, een tussenstation bij de Kaap de Goede Hoop vestigden, introduceerden zij het Nederlands in Zuid-Afrika. Het Nederlands vervulde de rol van officiële taal in de Nederlandse Kaapkolonie, in tegenstelling tot Nederlands-Indië, waar de V.O.C. het Maleis als officiële taal gebruikte. Hoewel de Britten na de overname van de kolonie het Nederlands probeerden te vervangen door het Engels, lukte dit niet. Het Nederlands bleef na een lange strijd gehandhaafd als officiële taal in de Britse kolonie.
Het Afrikaans ontwikkelde zich rond 1800 sterk in de Kaap binnen de Kleurlinggemeenschappen, terwijl de Nederlandse gemeenschap in de Kaap vooral Nederlands bleef spreken. Na de Grote Trek, waarbij duizenden Afrikaners (Nederlandse kolonisten) de Engelse Kaapkolonie verlieten om in het Zuid-Afrikaanse binnenland nieuwe landen te stichten, won het Nederlands in deze boerenrepublieken aan belang. Omdat de Kleurlingen in de Kaap bleven, kreeg het Nederlands in de nieuwe gestichte republieken een dominante rol, mede omdat de Afrikaners nog steeds de Nederlandstalige Statenvertaling als Bijbel gebruikten. Het Nederlands werd dan ook de (enige) officiële taal in de boerenrepublieken.

### Ontstaan van diglossie
Na verloop van tijd ontwikkelde zich door contacten tussen de Nederlanders en de inheemse bevolking een soort vereenvoudigde Nederlandse omgangstaal. Deze variant van het Nederlands werd ook wel Kaap-Hollands of Afrikaans-Nederlands genoemd. Het Afrikaans is dus niet beïnvloed door het Nederlands, maar is een evolutie daarvan en staat daardoor nog dichter bij het Nederlands dan een creooltaal.
Het Afrikaans ontstond naast het Nederlands. Hieruit ontstond diglossie. Diglossie is een taalverschijnsel waarbij twee versies van dezelfde taal naast elkaar bestaan maar niet dezelfde status hebben. Zo werd het Nederlands, zoals gesproken in andere delen van de wereld, gebruikt als een publieke en formele omgangstaal, terwijl het Afrikaans de rol van informele omgangstaal had.
Na 1840 bleven de overgebleven Nederlandstalige Afrikaners in de Kaapkolonie onder invloed staan van het Afrikaans waardoor bij sommigen langzaam een bewustzijn groeide over de invloed van het Afrikaans op het dagelijks leven. In 1875 werd dan ook de eerste Afrikaanse Taalbeweging opgericht. Deze wilde het Nederlands niet laten vervangen door het Afrikaans maar juist de verengelsing tegengaan door een alternatief te bieden aan mensen die het "moeilijke" Nederlands niet konden lezen of schrijven. De eerste taalbeweging ging echter ten onder omdat het Afrikaans maatschappelijk niet geaccepteerd werd. Later zou de tweede Afrikaanse Taalbeweging ook voor dit standpunt ijveren. Deze beweging kwam op rond 1905. Een belangrijk persoon binnen de tweede taalbeweging was Daniël François Malan: hij zou later het Nederlands op de Universiteit Stellenbosch ten gunste van het Afrikaans afschaffen en de apartheid in Zuid-Afrika invoeren. Het motto van de tweede taalbeweging was:

Leer Nederlands, schrijf Nederlands als ge kunt en wilt, maar als ge niet kunt of wilt, schrijf dan niet Engels, maar Afrikaans.
— D.F. Malan, voorzitter Afrikaanse Taalvereniging, 13 augustus 1908

Het standpunt van de tweede Afrikaanse taalbeweging kreeg echter veel tegenwind van de zogenaamde Nederlandse Taalbeweging. Deze beweging wilde juist dat meer Afrikaners Nederlands zouden spreken, en wilde het Nederlands behouden als volwaardige cultuurtaal in Zuid-Afrika. De Nederlandse Taalbeweging probeerde de Afrikaanse Taalbeweging wind uit de zeilen te halen, onder meer door de spelling te vereenvoudigen (de zogenaamde Vereenvoudigde Nederlandse Spelling). Dit met toestemming van de Maatschappij der Nederlandse Letterkunde.
De initiatiefnemers van de Nederlandse Taalbeweging, onder wie de latere premier van Zuid-Afrika, James Barry Munnik Hertzog, richtten onder andere de Zuid-Afrikaanse Akademie voor Wetenschap, Letteren en Kunst op. Deze organisatie zou later een grote rol spelen in de ontwikkeling van het Afrikaans.

### Speciale Nederlandse spelling voor Zuid-Afrika
In 1905 werd op aandringen van de Nederlandstalige academici in Zuid-Afrika een nieuwe, aangepaste spelling voor Zuid-Afrika aangenomen. Dit gebeurde met toestemming van Nederlandse en Vlaamse academici verenigd in de Maatschappij der Nederlandse Letterkunde. Deze nieuwe spelling, de Vereenvoudigde Nederlandse Spelling, werd bedacht door de Nederlandse taalkundige Roeland Anthonie Kollewijn om de lastige spelling-De Vries en Te Winkel te vervangen.
De nieuwe spelling werd een groot succes. De Universiteit van Kaapstad en later ook de Universiteit Stellenbosch namen de spelling over. Daarnaast werd de spelling door een groot aantal dagbladen en tijdschriften gebruikt, zoals De Burger, De Huisgenoot en het Het Volksblad.
Met de invoering van de Vereenvoudigde Nederlandse Spelling bereikte de diglossie in Zuid-Afrika een hoogtepunt.

#### Hoogtepunt diglossie
Een van de duidelijkste voorbeelden van diglossie (in het algemeen) was de diglossie tussen het Afrikaans en het Nederlands in het Zuid-Afrika van voor 1925. Destijds werden in Zuid-Afrika twee variëteiten van het Nederlands gesproken. De “verheven” variëteit was hierbij het Nederlands, in Zuid-Afrika ook Hoog-Hollands genoemd, en de omgangstaal was het gewone Afrikaans, dat ook wel Hollands genoemd werd.
Dit leidde tot verschillend gebruik van de twee taalvariëteiten. Het Hoog-Hollands werd gebruikt als officiële communicatie-, schrijf- en overheidstaal, en het Afrikaans-Hollands werd als informele omgangstaal gebruikt.
Hieronder staat een tabel met voorbeeldsituaties, waarbij wordt aangegeven welke taalvariëteit men voor 1925 gebruikte, en in welke periode men overschakelde naar het Afrikaans.
| Situatie                               | Variëteit  | Periode waarbij naar het Afrikaans werd overgegaan |
| -------------------------------------- | ---------- | -------------------------------------------------- |
| Aanbieding kerkdienst                  | Nederlands | 1930 - 1935                                        |
| Instructies aan arbeiders en bediendes | Afrikaans  | -                                                  |
| Persoonlijke brief                     | Nederlands | 1920 - 1930                                        |
| Taalgebruik in parlement               | Nederlands | 1925 - 1930                                        |
| Lezing aan universiteit                | Nederlands | 1946                                               |
| Gesprek met vrienden                   | Afrikaans  | -                                                  |
| Radio-uitzending                       | Nederlands | 1930 - 1940                                        |
| Nieuws in kranten                      | Nederlands | 1917 - 1950                                        |
| Onderschrift politieke spotprent       | Afrikaans  | -                                                  |
| Dichtkunst                             | Nederlands | 1920 - 1930                                        |
| Volksliteratuur                        | Afrikaans  | -                                                  |

### Prestige van het Nederlands
Binnen de Afrikaans-Nederlandstalige gemeenschap in Zuid-Afrika werd het Nederlands veel hoger gewaardeerd dan het Afrikaans. Sommige Afrikaanstaligen vonden voor 1910 het Nederlands zo belangrijk dat ze het bestaan van het Afrikaans ontkenden. Hoewel ze Afrikaans spraken, verklaarden ze zelf Nederlands te spreken.
Ook bij voorvechters van het Afrikaans, die het Nederlands helemaal niet zo verheven en superieur vonden, bestond het geloof dat Nederlands mooier klinkt, logischer is, beter geschikt is om belangrijke gedachten over te dragen, enzovoorts. Deze houding bestond zelfs onder Afrikaanssprekenden die het Nederlands slecht beheersten.

### Verwerving van het Afrikaans
Afrikaanssprekende volwassenen gebruikten Afrikaans, wanneer zij met kinderen praatten en daarom gebruikten de kinderen Afrikaans in hun onderlinge communicatie. Het gevolg is dat het Afrikaans aan de kinderen geleerd werd, en dat dit door de gemeenschap werd gezien als de normale manier waarop kinderen hun moedertaal aanleren. Het Nederlands werd soms wel door kinderen gebruikt, maar dit hebben zij geleerd dankzij het formele onderwijs.

## Hedendaagse verschillen
In 1917 werden de eerste grondbeginselen voor het Afrikaans vastgelegd door de Zuid-Afrikaanse Akademie voor Wetenschap, Letteren en Kunst, die tegenwoordig de Suid-Afrikaanse Akademie vir Wetenskap en Kuns genoemd wordt. Deze grondbeginselen van het Afrikaans werden vastgesteld om een leidraad te creëren voor het ontwikkelen van de spelling van het Afrikaans:

"Die Grondbeginsels van die Afrikaanse spelling word soos volg uiteengesit:
1. Elke klank word deur 'n aparte letter voorgestel en geen onnodige letters word gebruik nie.
2. Dieselfde woord, voor- of agtervoegsel word so ver moontlik dieselfde gespel.
3. Die geskiedenis word net in ag geneem waar dit prakties moontlik is.
4. Daar moet so weinig moontlik van die Vereenvoudigde Nederlandse Spelling afgewyk word.
5. Die gebruiklikste uitspraak word as norm aanvaar."

— Afrikaanse Woordelys en Spelreëls, 1917

Deze grondbeginselen zijn gepubliceerd in de eerste versie van de Afrikaanse Woordelys en Spelreëls (deze behandelt de letters A tot en met C). Die Taalkommissie van de Akademie drukt en stelt nog steeds nieuwe versies samen (lees: nieuwe letters) van de Afrikaanse Woordelys en Spelreëls. Dit project is te vergelijken met het Nederlandse Groene Boekje, want de Afrikaanse Woordelys en Spelreëls gaat alleen in op de schrijfwijze van de woorden en behandelt geen betekenissen.
De grondbeginselen uit de Afrikaanse Woordelys en Spelreëls werden vervolgens toegepast op de Nederlandse woordenschat in Zuid-Afrika. De Nederlandse taal is de basis van het Afrikaans. Hierdoor is nog steeds ongeveer 90 tot 95 procent van de Afrikaanse woordenschat van Nederlandse oorsprong en zijn er weinig lexicale verschillen tussen de twee talen. Desondanks heeft het Afrikaans een aanzienlijk regelmatigere morfologie, grammatica en spelling dan het Nederlands. Hierdoor is het mogelijk om Nederlandse grammatica via "vaste regels" om te zetten in Afrikaanse grammatica. Er is een grote mate van onderlinge verstaanbaarheid tussen de twee talen, met name in geschreven vorm.

### Spellingverschillen
De spellingverschillen tussen het Nederlands en Afrikaans zijn voornamelijk toe te schrijven aan evoluties van de fonetische spelling en de vereenvoudigingen in het Afrikaans. Daarnaast spelen ook het conservatieve karakter van en de recente veranderingen in de moderne Nederlandse spelling een rol. De eerste spellingverschillen ontstonden in 1905 met de invoering van de Vereenvoudigde Nederlandse Spelling in Zuid-Afrika. Deze spelling was grotendeels gebaseerd op de voorstellen van taalkundige R.A. Kollewijn, die in 1891 in zijn artikel Onze lastige spelling. Een voorstel tot vereenvoudiging een vereenvoudiging van de Nederlandse taal beschouwde.

#### Vereenvoudigingen in het Afrikaans
- De Nederlandse digraaf <ij> is in het Afrikaans veranderd in een <y>, desondanks wordt in beide talen de letter op dezelfde manier uitgesproken, als een [ɛi]?. Een voorbeeld is "prijs" , dat in het Afrikaans als "prys" gespeld wordt. Echter, Nederlandse woorden eindigend op <lijk> worden in het Afrikaans geschreven als <lik> en niet als <lyk>, bijvoorbeeld het Nederlandse "lelijk" wordt "lelik" in het Afrikaans. Ook hier blijft in beide talen dezelfde uitspraak [lək]?, met een sjwa.
- Het Afrikaans gebruikt de <k> voor de harde Nederlandse <c> en beide worden uitgesproken als [k]?. Vergelijk het Nederlandse "cultuur" met het Afrikaanse "kultuur". Voor de Nederlandse spellingshervorming van 1996 was het gebruik van de <k> in plaats van de harde <c> ook geaccepteerd in het Nederlands.
- In het Afrikaans zijn de Nederlandse trigrafen <tie> en <cie> samengevoegd tot <sie>. Waar het Standaardnederlands twee verschillende uitspraken van het achtervoegsel <tie> kent, namelijk [tsi]? en [si]?,[19] kent het Afrikaans alleen de uitspraak [si]?. Vergelijk de Nederlandse woorden "provincie" en "politie" met het Afrikaanse "provinsie" en "polisie".
- Het Nederlandse cluster <tion> werd <sion> in het Afrikaans. Vergelijk "nationaal" met "nasionaal". Uitspraken verschillen niet alleen per land, maar ook per regio en dialect. De belangrijkste uitspraken zijn [tsiɔn]?, [siɔn]? en [ʃon]?.
- In het Afrikaans zijn de Nederlandse digrafen en trigrafen <ou>, <ouw>, <au>, en <auw> - met allemaal dezelfde uitspraak - samengevoegd tot <ou>. Vergelijk de Nederlandse woorden "vrouw" en "dauw" respectievelijk met de Afrikaanse woorden "vrou" en "dou".
- Aan het eind van de woorden heeft het Afrikaans vaak de <n> uit het Nederlandse cluster <en> (met een stomme [ə]?) laten vallen, om te veranderen in een alleenstaande <e>. Dit gebeurt hoofdzakelijk in zelfstandig naamwoorden en meervouden. Vergelijk de Nederlandse woorden "leven" en "mensen" met de Afrikaanse woorden "lewe" en "mense".

#### Fonetisch geïntroduceerde spellingverschillen

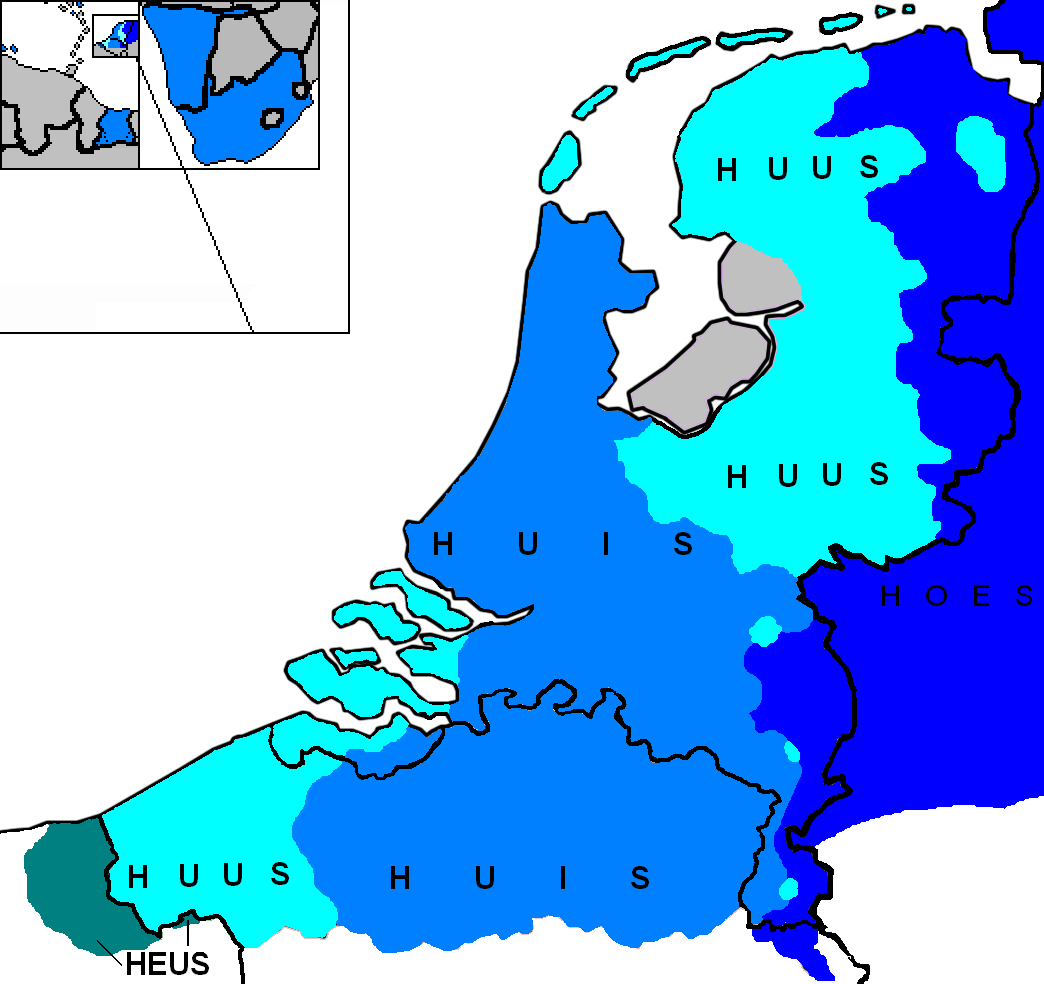
De uitspraak van Huis.

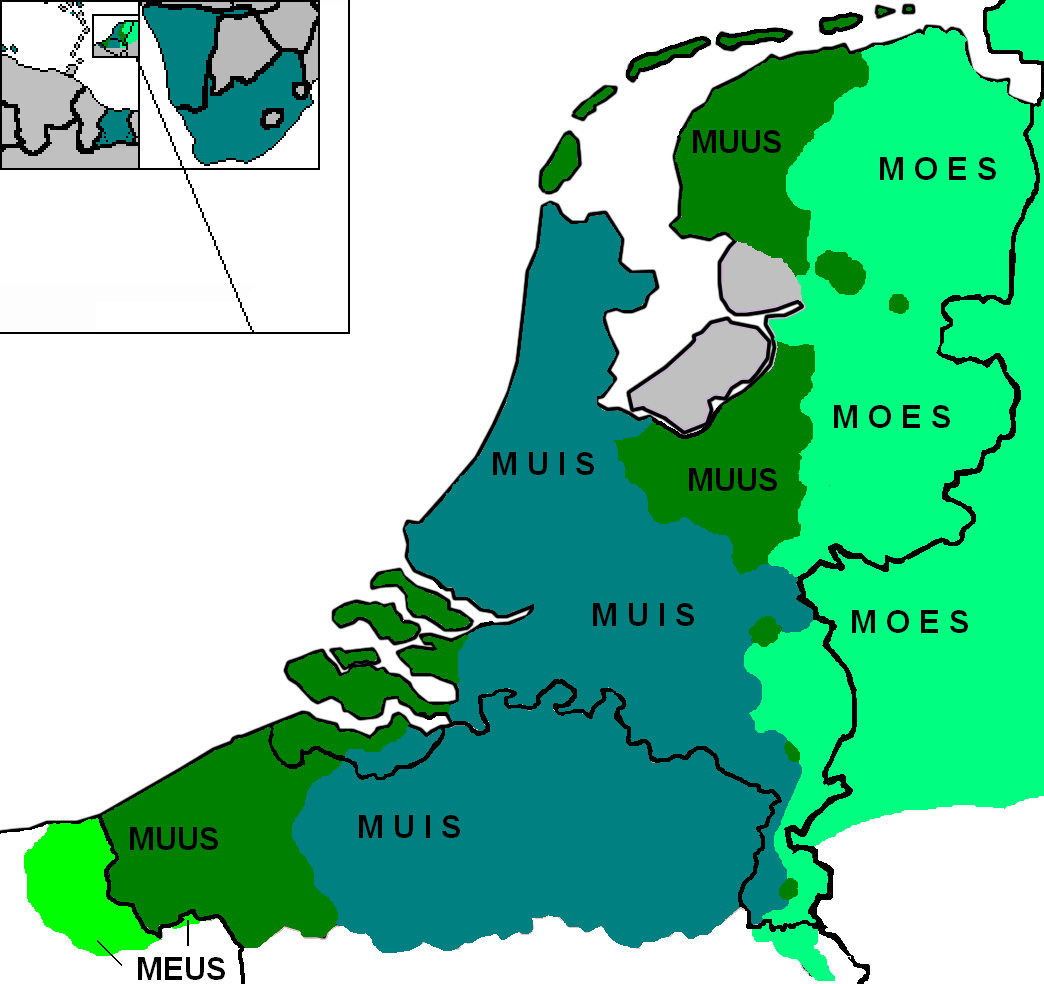
De uitspraak van Muis.

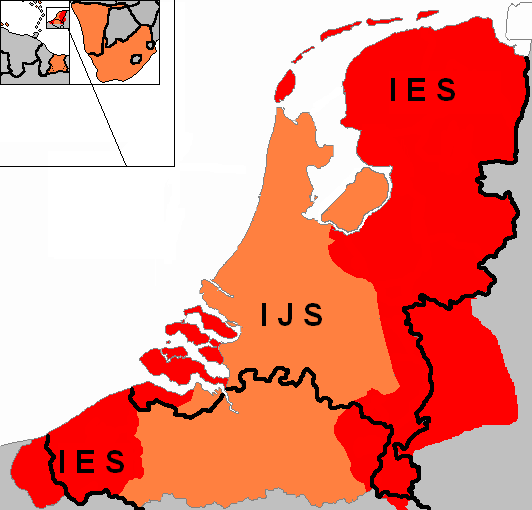
De uitspraak van IJs of Ys.

Afrikaans maakt vaak gebruik van vereenvoudigde medeklinkers, terwijl in het Nederlands nog de oorspronkelijke vormen aanwezig zijn.
- Het Afrikaans heeft de Nederlandse medeklinkers <z> en <s> samengevoegd tot één klank: [s]?, gespeld als <s>. Een vergelijkbare fonetische evolutie kan in Noord-Nederland worden gevonden. Het Nederlandse "zorg" werd op deze manier "sorg" in het Afrikaans.
- Indien de Nederlandse letters <v> en<w> in het midden van woorden geplaatst zijn, worden deze letters samengevoegd als de klank [v]? en consequent omgezet tot de spelling <w>. Vergelijk het Nederlandse "haven" met het Afrikaanse "hawe", echter, beide woorden worden uitgesproken als [ɦaːvə]?. Een vergelijkbare assimilatie van <w> naar <v> kan ook worden gevonden in Noord-Nederland.
- Het Afrikaans voegt de Nederlandse fricatieven <ch> en <g> samen tot de klank [χ]?, gespeld als <g>, behalve als het voorafgegaan wordt door de letter <s>. In dat geval wordt <sk> gebruikt. Een vergelijkbare fonetische evolutie is te vinden in Noord-Nederland, waar de klanken ook zijn samengevoegd tot [χ]? of [x]?, hoewel het spellingverschil daar behouden is. In Vlaanderen en Suriname is het fonetische onderscheid tussen <ch> en <g> echter bewaard gebleven.[20]
- De eerste lettergreep spelt het Afrikaans <sk> (uitgesproken als [sk]?), terwijl het Nederlands <sch> (uitgesproken als [sx]? of [sç]?) gebruikt: vergelijk het Nederlandse "school" met het Afrikaanse "skool". In sommige Nederlandse dialecten, vooral in het West-Vlaams, wordt de <sk>-klank ook gebruikt.
- Aan het eind van de woorden worden de Nederlandse lettergroepen <cht> en <st> in het Afrikaans versimpeld tot respectievelijk <g> en  <s>. Vergelijk het Nederlandse "lucht" (uitgesproken als [lʏxt]?) en "dienst" (uitgesproken als [dinst]?) met het Afrikaanss "lug" (uitgesproken als [ləχ]?) en "diens" (uitgesproken als [dins]?).
- Tussen twee klinkers worden in het Afrikaans de Nederlandse letters <g> en <v> weggelaten. Vergelijk het Nederlandse "hoger" en "regen" met het Afrikaanse "hoër" en "reën", waar de tweede klinker een trema ontvangt om verwarring met de digrafen <oe> en <ee> te voorkomen.
- Soms wordt ook de Nederlandse medeklinker <g> weggelaten aan het eind van Afrikaanse woorden, waardoor de voorgaande klinker het eind van het woord staat. In dit geval wordt deze laatste klinker geschreven met een circumflex. Bijvoorbeeld, het Nederlandse woord "zeg" (uitgesproken als [zɛɣ]?) wordt in het Afrikaans omgevormd tot "sê" (uitgesproken als [seː]?).
- Het Afrikaans maakt veel gebruik van de circumflex op medeklinkers: <ê>, <ô>, <û>. Dit in tegenstelling tot het Nederlands, waar het gebruik van de circumflex vooral beperkt wordt tot Franse leenwoorden. Een circumflex wordt in het Afrikaans gebruikt boven een klinker in open lettergreep. De klank wordt vervolgens uitgesproken gebruikmakend van een lange monotone uitspraak, zoals /eː/ of /ɛː/, /ɔː/ en /œː/, terwijl de klinkers zonder een circumflex respectievelijk worden uitgesproken als /eə/, /oə/ en /y/. Voorbeelden zijn het Afrikaanse "wêreld" (Nederlands "wereld"), "môre" (Nederlands "morgen"), en "brûe" (Nederlands "bruggen").
- Bij verkleinwoorden gebruikt het Afrikaans <tjie> (uitgesproken als [ki]?), terwijl het Standaardnederlands gebruikmaakt van <tje> (uitgesproken als [cə]?). In België en Zuid-Nederland wordt het verkleinwoord ook wel uitgesproken als [kə]?.

### Fonetische verschillen
De uitspraak van het Afrikaans staat het dichtst bij de dialecten uit de Nederlandse provincie Zuid-Holland en in het bijzonder het dialect gesproken rondom Zoetermeer.
- Aan het begin van Afrikaanse woorden is de in het Nederlands uitgesproken [v]? samengevoegd met de nauwelijks uitgesproken [f]?, zoals in "ver", dat in het Afrikaans wordt uitgesproken als [fɛr]? en in het Standaardnederlands als [vɛr]?.
- Ook heeft het Afrikaans de in het Nederlands uitgesproken [w]? met de (eveneens) uitgesproken [v]? samengevoegd, zoals in "werk". Dat wordt in het Afrikaans uitgesproken als [vɛrk]?; in België en Suriname als [wɛrk]? en in Nederland als [ʋɛrk]?.
- De klinkers in week en ook zijn in het Afrikaans tweeklanken.

### Grammaticale verschillen
Grammaticaverschillen tussen het Afrikaans en het Nederlands vormen waarschijnlijk de grootste verschillen tussen het Afrikaans en het Nederlands.
- Het Afrikaans kent, in tegenstelling tot het Nederlands, geen grammaticaal geslacht. Daaruit volgend heeft het Afrikaans maar één bepaald lidwoord "die", terwijl het Standaardnederlands twee bepaalde lidwoorden heeft ("de" en "het"). Het gesproken Belgisch-Nederlands kent zelfs drie bepaalde lidwoorden: "den", "de" en "het", evenals drie onbepaalde: "nen", "een" en "e".[22]
- Het Afrikaans maakt bij de meervoudsvormen van het persoonlijk voornaamwoord geen verschil tussen het onderwerp en het voorwerp (zowel in de accusatief als datief). De Nederlandse persoonlijke voornaamwoorden "wij" en "ons" worden in het Afrikaans "ons".
- Het Afrikaans heeft het verschil tussen werkwoorden, die in de voltooid verleden tijd de werkwoorden "zijn" en "hebben" als hulpwerkwoord gebruiken, laten vallen.
- De verleden tijd van de lijdende vorm gebruikt in het Afrikaans "is" in plaats van "werd".

"Hij werd geroepen" <> "Hy is geroep"
"Het geschenk werd gegeven" <> "Die geskenk is gegee"
- Het Afrikaans maakt gebruik van een dubbele negatie, die niet in het Nederlands gebruikt wordt.[23] Het Nederlandse "Ik spreek geen Engels" wordt bijvoorbeeld in het Afrikaans "Ek praat nie Engels nie" of "Ek praat geen Engels nie". Vergelijkbare constructies kunnen gevonden worden in het Standaardfrans ("Je ne parle pas l'anglais"), maar ook in het West-Vlaams ("'k En spreekn ik gêen Iengels") - hoewel dit gebruik van het Middelnederlandse negatiewoord 'en' ook daar snel verdwijnt ten voordele van andere vormen van dubbele negatie - en in andere dialecten in Zuid-Nederland ("Ik praat geen Engels nie").
- In beide talen worden bijvoeglijke naamwoorden in de predicatieve positie niet verbogen:

de stad is groot <> die stad is groot
In de attributieve positie (als bijvoeglijke bepaling) worden ze vaak wel verbogen, soms ook weer niet, maar de regels daarvoor zijn in de twee talen tamelijk verschillend. In het Nederlands ontbreekt de buigings-e voor een onbepaald onzijdig woord. Het Afrikaans kent echter geen grammaticaal geslachtsverschil:
een prachtige stad <> 'n pragtige stad
een prachtig paard <> 'n pragtige perd
In het Afrikaans worden daarentegen veel eenlettergrepige adjectieven op -k of -t niet verbogen
het grote paard <> die groot perd
In het Nederlands kan de verbogen vorm gesubstantiveerd worden en op zichzelf komen staan. In het Afrikaans kan dat niet en wordt er net als in het Engels een toegevoegd. Het adjectief blijft zo dus attributief:
Dat is de grote <> Dit is die groot een

#### Werkwoord

##### "Voltooide" tijd
Bij Afrikaanse werkwoorden wordt vaak dezelfde vorm (loop) gebruikt voor zowel de infinitief (lopen) als de tegenwoordige tijd (loop, loopt, lopen) en werkwoorden worden in het Afrikaans niet verbogen. Slechts de werkwoorden hê en wees gebruiken een andere vorm voor de tegenwoordige tijd dan voor de infinitief (resp. het en is).
| Persoon                                         | Afrikaans | Nederlands                        |
| ----------------------------------------------- | --------- | --------------------------------- |
| 1e persoon enkelvoud (ek-ik)                    | stam      | stam                              |
| 2e persoon enkelvoud (jy-jij/u/gij)             | stam      | stam + t                          |
| 3e persoon enkelvoud (hy/sy/dit-hij/zij/ze/het) | stam      | stam + t                          |
| 1e persoon meervoud (ons-wij/we)                | stam      | infinitief                        |
| 2e persoon meervoud (julle-jullie)              | stam      | infinitief, verouderend: stam + t |
| 3e persoon meervoud (hulle-zij/ze)              | stam      | infinitief                        |

Twee opmerkingen op bovenstaande tabel:
1. Eindigt in het Nederlands de stam op -aa, dan valt een a in de Nederlandse spelling weg, terwijl de klinker hetzelfde wordt uitgesproken als in de infinitief. Dit is het geval bij de infinitieven 'gaan' en 'staan'. In het Afrikaans geldt bij dit soort werkwoord de Nederlandse infinitief als "stam".[24]
2. Eindigt de stam op -t, dan wordt er geen extra t meer toegevoegd.

Ook het voltooid deelwoord krijgt geen uitgang, waar dit in het Nederlands -t, -d of in het sterke geval -en kan zijn:
| Nederlands | Afrikaans |
| ---------- | --------- |
| gezegd     | gesê      |
| gekocht    | gekoop    |
| gelopen    | geloop    |

De voorvoegsels zijn wel vergelijkbaar. Naast de werkwoorden die ge- krijgen, hebben beide talen scheidbare en onscheidbare werkwoorden: afgelopen - afgeloop; begonnen - begin.

##### "Onvoltooide" tijden
Daarnaast maakt het Afrikaans geen gebruik (meer) van de onvoltooid verleden tijd (liep), met opnieuw dezelfde uitzonderingen. In plaats hiervan wordt afwisselend de tegenwoordige tijd en de voltooid tegenwoordige tijd (ik heb gelopen) gebruikt. Deze voltooid tegenwoordige tijd heeft in het Afrikaans de rol van het imperfect overgenomen, en daarmee heeft het Afrikaans officieel ook geen voltooid verleden tijd, hoewel er in praktijk zeer weinig verschil bestaat.
Het gevolg hiervan is dat Afrikaanse lezers moeite hebben met Nederlandse teksten aangezien zij moeite hebben om de Nederlandse onvoltooid verleden tijd te herkennen. En het is net deze werkwoordsvorm waarin de meeste Nederlandse literaire teksten geschreven worden. In het Afrikaans is de normale verteltijd het historisch presens, omdat de Afrikaanse constructie "het ge-" van de voltooid tegenwoordige tijd te onhandig bevonden wordt.
In het Afrikaans wordt bij negen uitzonderingen wel de onvoltooid verleden tijd gebruikt. Dit zijn de vijf modale werkwoorden, aangevuld met wees, hê, dink en weet:
| Afrikaans | Afrikaans | Afrikaans |
| --------- | --------- | --------- |
| o.t.t.    | o.v.t.    | v.t.t.    |
| is        | was       | gewees    |
| wil       | wou       | gewil     |
| het       | had       | gehad     |
| sal       | sou       | -         |
| kan       | kon       | -         |
| moet      | moes      | -         |
| mag       | mog       | -         |
| dink      | dag/dog   | gedink    |
| weet      | wis       | geweet    |

| Nederlands | Nederlands | Nederlands |
| ---------- | ---------- | ---------- |
| o.t.t.     | o.v.t.     | v.t.t.     |
| is         | was        | geweest    |
| wil        | wou/wilde  | gewild     |
| heb/heeft  | had        | gehad      |
| zal        | zou        | -          |
| kan        | kon        | -          |
| moet       | moest      | -          |
| mag        | mocht      | -          |
| denk       | dacht      | gedacht    |
| weet       | wist       | geweten    |

##### Sterke werkwoorden
Sterke werkwoorden in het Nederlands zijn in de regel zwak geworden, ook in de voltooide tijd.
De vis bederft -- De vis is bedorven
Die vis bederf -- Die vis het bederf
Het hulpwerkwoord is altijd het in zo'n geval.
Als adjectief kan het deelwoord nog wel zijn sterke oorsprong verraden:
'n bedorwe brokkie
Maar ook dit verwatert:
Geskrewe taal -- Schrijftaal
'n Goed geskryfde nuusartikel -- een goed geschreven krantenartikel
Bij sommige Nederlandse sterke werkwoorden komt het voor dat het Nederlandse werkwoord in de onvoltooid verleden tijd in het Afrikaans de functie van onvoltooid tegenwoordige tijd vervult. Bij deze werkwoorden is in het Afrikaans de Nederlandse tegenwoordige tijd weggevallen. Zo vervult het werkwoord "verloor", dat in het Nederlands een werkwoord in de onvoltooid verleden tijd is, in het Afrikaans de functie van onvoltooid tegenwoordige tijd. Het Nederlandse werkwoord "verlies" (onvoltooid tegenwoordige tijd) bestaat in deze vorm niet in het Afrikaans, maar wel als zelfstandig naamwoord het verlies - die verlies.

### Anderstalige invloeden op het Afrikaans
Het Afrikaans heeft een aantal lexicale en syntactische eenheden vanuit andere talen overgenomen. Onder deze talen zijn het Maleis, de Khoisan-talen, het Portugees, de Bantoetalen en in mindere mate het Frans. Het Afrikaans is ook sterk beïnvloed door het Zuid-Afrikaans-Engels.

#### Maleis
Tijdens de vroege vestiging van de Kaap-Maleiers in Kaapstad, die nu ook Kleurlingen worden genoemd, werden verschillende Maleise woorden toegevoegd aan het Afrikaans. Onder deze woorden zijn:
- piesang, dat banaan betekent. Desondanks kent ook het Nederlands het woord pisang dat eveneens uit het Maleis komt.
- baie, dat veel betekent. Het woord wordt zeer veel gebruikt in het Afrikaans en komt niet voor in het Nederlands.
- baadjie, dat jas of vest betekent. Het Nederlandse woord baadje wordt tegenwoordig als verouderd beschouwd en alleen gebruikt in geschreven en/of literaire teksten.

#### Portugees
Sommige woorden komen oorspronkelijk uit het Portugees, zoals kraal van het Portugese curral en mielie (maïs, geëvolueerd vanuit milho). Deze woorden worden zeer veel gebruikt in Zuid-Afrika, omdat deze Portugese woorden ook gebruikt worden in andere talen in Zuid-Afrika. Hun aanwezigheid is te danken aan de Portugese aanwezigheid in Zuidelijk Afrika.

#### Khoisantalen
Het woord gogga, dat insect betekent, komt van het Khoisanse woord met dezelfde betekenis: xo-xo. Diverse andere woorden in het Afrikaans zijn ook afkomstig van de Khoisantalen, zoals de woorden assegaai (speer), karos (deken van dierenhuiden), kierie (wandelstok) en dagga (marihuana).

#### Bantoetalen
De volgende woorden zijn enkele van de vele Bantoewoorden die zijn opgenomen in zowel het Afrikaans als in het Zuid-Afrikaans-Engels.
- chana, van het Zoeloewoord umtshana. Het woord wordt gebruikt om een vriend mee aan te duiden.
- fundi, van het Zoeloewoord umfundisi[30]. Het woord wordt gebruikt om een expert op een bepaald gebied mee aan te duiden, zoals in "Hy is 'n fundi in tale."
- tjaila / tjailatyd, een implementatie van het woord chaila, dat "naar huis gaan" betekent.

#### Engels
Sinds de afschaffing van de apartheid en de verengelsing van de overheid, de economie en het openbare leven heeft het Engels een grote invloed op het Afrikaans. Hoewel het formele Afrikaans nog nauwelijks Engelse leenwoorden heeft, is de Afrikaanse straat- en spreektaal in de steden een mengsel van Afrikaans, Engels en een plaatselijke Bantoetaal. De hoofdreden voor het verengelsen van de straat- en spreektaal is dat het in het openbare leven steeds moeilijker wordt om in het Afrikaans te functioneren: de overheid is slechts Engelstalig, zelfs in gemeenten waar meer dan 90% Afrikaans als moedertaal heeft, en grote bedrijven schrappen het Afrikaans als gebruikstaal. Zo publiceert de SASOL zijn jaarverslagen sinds 2009 alleen nog maar in het Engels en laten grote nationale bedrijven hun Afrikaanse namen inruilen voor Engelse, zoals bij de Suid-Afrikaanse Lugdiens en de Suid-Afrikaanse Uitsaaikorporasie gebeurd is. Daarnaast kent het aantal Afrikaanstalige scholen een sterke achteruitgang. Tussen 1993 en 2003 daalde het aantal Afrikaanstalige scholen van 1396 naar 840; een daling van 40 procent. Het gevolg van deze ontwikkelingen is dat het Afrikaans veel meer onder invloed van Engels is komen te staan.

### Anderstalige invloeden op het Nederlands
Het Nederlands is voornamelijk beïnvloed door het Duits, Engels en Frans. Daarnaast kent het Nederlands in mindere mate woorden uit het Maleis en Fries. Het Maleis heeft het Nederlands-Nederlands beïnvloed, omdat in Nederlands-Indië de taal sterk beïnvloed werd door het Maleis, dat in de voormalige kolonie de plaatselijke omgangstaal was. Nederlanders en Indische Nederlanders namen de Maleise woorden mee naar het moederland. Woorden zoals bakkeleien en pisang zijn hiervan overblijfselen. Daarnaast is het Nederlands in Noord-Nederland beïnvloed door het Fries.

#### Frans
Al sinds de middeleeuwen was Frans een dominante taal in het Nederlands taalgebied. De elite, de geestelijken en de burgerij insluitende, beheerste vaak het Frans. Vaak was het Frans dan ook de huistaal van deze elite. Daarnaast was en is het Frans een belangrijke internationale diplomatieke taal. De Franse taal heeft uiteindelijk een dominante rol gespeeld binnen het Nederlands taalgebied tot aan de Belgische Revolutie.

#### Duits
Na de Belgische Revolutie was de rol van de Franstalige elite en daarmee ook de Franse taal in Nederland verzwakt. De Franstalige elite kreeg immers de macht in België. In dezelfde tijd begon de opkomst van Duitsland als economische en politieke macht, die zijn hoogtepunt kende bij de Duitse eenwording in 1871. Veel mensen leerden Duits wegens economische redenen. In de Tweede Wereldoorlog werd het Nederlands ook beïnvloed door het Duits. Dit kwam vooral door de Duitse bezetting van Nederland en België.

#### Engels
Vanaf de Tweede Wereldoorlog is het Engels in opkomst. Niet alleen door bijna compleet Engelstalige bevrijdingsmachten, maar ook door economische contacten (onder andere de Marshallhulp) na de oorlog, waarbij de Verenigde Staten een wereldfunctie beginnen te vervullen, komt het Engels sterk op. Veel nieuwe fenomenen en producten komen uit de Engelstalige wereld het Nederlands taalgebied binnen. Sommige producten krijgen een Nederlandse naam, terwijl andere producten hun Engelstalige naam behouden.

#### Nieuwe andere invloeden
Naast de historische invloeden wordt de Nederlandse taal, vooral de spreektaal - afhankelijk per gebied - beïnvloed door moderne immigrantentalen, zoals het Marokkaans, Turks, Papiaments, Sranantongo, Spaans, Italiaans en sommige Congolese talen. De beïnvloeding start na het dekolonisatietijdperk en de komst van gastarbeiders. Beïnvloeding door deze talen vindt vaak plaats in de grote steden en beïnvloedt daar vooral de straattaal.

## Debat over de status van het Afrikaans

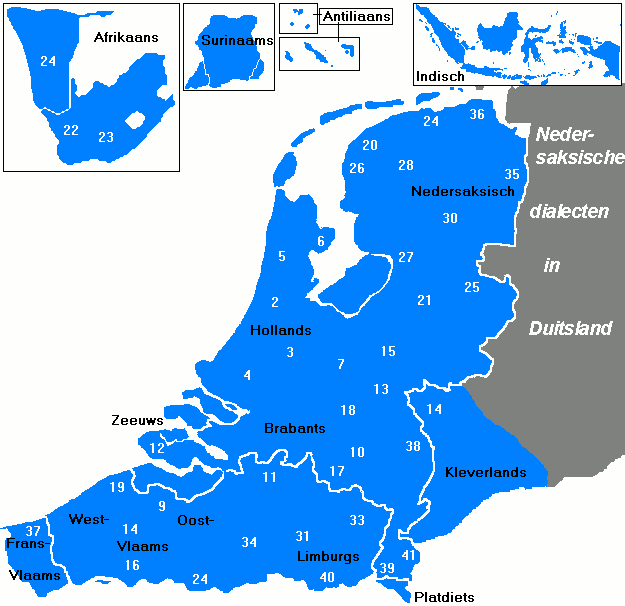
De taalafstand van Nederlandse dialecten tot het Standaardnederlands.

Al sinds de oprichting van het Genootskap van Regte Afrikaners in 1875 woedt er een debat over de status van het Afrikaans. De deelnemers aan dit debat, vooral Afrikaanssprekende en Nederlandstalige taalkundigen, vinden het Afrikaans afwisselend een dialect, een half-creool of een volwaardige dochtertaal van het Nederlands. Voor alle drie stellingen zijn wetenschappelijke bewijzen gevonden.

### Nederlands dialect
Om het Afrikaans goed te kunnen vergelijken met het Nederlands wordt het Afrikaans niet alleen vergeleken met het Standaardnederlands, maar ook met de overige Nederlandse dialecten. Zo is op 44 verschillende plekken in het Nederlands taalgebied het plaatselijke Nederlandse dialect onderzocht, waaronder dialecten uit België, Duitsland, Namibië, Nederland en Zuid-Afrika. De plaatselijke dialecten zijn elk met het Standaardnederlands vergeleken op basis van grammatica, uitspraak, spelling en andere onderdelen van taal.
De dialecten van het Afrikaans staan dichter bij het Standaardnederlands dan 18 andere Nederlandse dialecten, die voornamelijk gesproken worden in Noord-Nederland, Oost-Nederland, Limburg (zowel België als Nederland) en Frans-Vlaanderen.
Daarnaast heeft het Afrikaans daadwerkelijk lange tijd ook als een dialect van het Nederlands gefungeerd. Op basis van deze argumenten vinden sommige wetenschappers dat het Afrikaans een Nederlands dialect is.
Deze stelling wordt betwist door de taalkundigen die vinden dat het Afrikaans een dochtertaal van het Nederlands is. Deze taalkundigen leggen de nadruk op de verschillen tussen het Afrikaans en het Nederlands.

### Nederlands half-creool
Al lang voor de standaardisering van het Afrikaans en het taalbewustzijn onder de Afrikaans/Nederlandssprekenden in de Kaap vermoedden onder anderen de bekende Nederlandse taalkundigen Matthias de Vries en Lammert te Winkel en de Duitse creoolkenner Hugo Schuchardt dat het Afrikaans zo'n gemengde afstamming had en daarmee een creool of een half-creool van het Nederlands zou zijn. Het Afrikaans is immers beïnvloed door andere talen dan het Nederlands. Hoewel beide talen beïnvloed zijn door het Maleis, werd Afrikaans ook beïnvloed door het Portugees, de Khoisantalen uit de Kaap en meerdere Bantoetalen uit de binnenlanden van Zuid-Afrika. De invloed van deze talen op het Afrikaans lijkt echter beperkt en daarmee werd dit idee omstreeks het jaar 2000 als grotendeels achterhaald verklaard.

### Dochtertaal van het Nederlands
Doorgaans wordt het Afrikaans als een dochtertaal van het Nederlands beschouwd. Argumenten voor deze hypothese zijn de verschillen in spelling, grammatica en morfologie. Het Afrikaans kent immers andere grammaticale, morfologische en spellingsregels dan het Nederlands.
Deze stelling wordt betwist door taalkundigen die vinden dat het Afrikaans een dialect van het Nederlands is. Die taalkundigen leggen de nadruk op de gelijkenissen en overeenkomsten in plaats van de verschillen tussen het Afrikaans en het Nederlands.

### Mogelijke rol van de politiek
De ontwikkeling van het Afrikaans is volgens anderen weer een uiting van de grote opleving van het Afrikanernationalisme. Afrikaner politici waren van mening dat zonder overschakeling van het Nederlands naar het Afrikaans een eigen nationalisme zich niet kon vormgeven, omdat Nederland de rol van “kultuurvoeder” zou spelen. Standaardisering van het Afrikaans zou meer dan het Nederlands helpen om de verengelsing van Zuid-Afrika tegen te gaan. Daarnaast waren de Afrikaner politici van mening dat elk “zichzelf respecterend” volk een eigen taal had, terwijl dit in werkelijkheid juist het tegenovergestelde is. Ondanks de standaardisering van het Afrikaans en de verwijdering van het Nederlands is het Afrikaanstalige cultuurgebied tegenwoordig gericht op het Engelstalige cultuurgebied, terwijl andere gebieden, waar rond 1900 ook Nederlands gesproken werd, zoals Vlaanderen en Suriname, heden ten dage veel meer Nederlandstalig gericht zijn.

De Afrikaanse taalbeweging is niets minder dan een ontwaking bij ons volk tot een gevoel van eigenwaarde en tot de roeping om een waardiger plaats in te nemen in de wereldbeschaving. [...] Als wij toch van de erkende Nederlandsche taal en spelregels moeten afwijken, waarom moet die afwijking net genoeg wezen om onze taal in een zeer gebrekkig Nederlandsch te veranderen? Waarom kan de afwijking niet, eens en voor altijd, zoo radikaal wezen dat ieder, die een zin in onze taal leest, dadelijk zal zeggen: Dat is geen quasi-Nederlandsch of gekunsteld Kaapsch-Hollandsch - dat is het zuiver Afrikaansch? In dat geval zouden wij zoowel de taal van Holland als die van Zuid-Afrika zuiver houden, in plaats van een mengelmoes van beide te maken.
— J.H.H. de Waal, weekblad Ons Land, 3 september 1904

Zeker nadat de Vereenvoudigde Nederlandse Spelling in 1905 was aangenomen, begon de Tweede Afrikaanse Taalbeweging zich te beijveren voor het gebruik van Afrikaans ten koste van Nederlands. De kopstukken uit deze beweging waren ook politiek actief. Vooral Daniël François Malan, de latere apartheidspremier van Zuid-Afrika, viel het Nederlands hard aan en werkte deze taal, onder meer in zijn tijd als kanselier van de oorspronkelijk Nederlandstalige Universiteit Stellenbosch, de universiteiten uit. Malan speelde duidelijk een politiek spel.
Zelfs vijftig jaar later zegt De Villers, de grondlegger van de grammatica van het Afrikaans, in het voorwoord van een boek waarin hij aan de hand van het Nederlands de Afrikaanse grammatica uitlegt:

Hierdie derde druk van die oorspronklike werk is heelwat gewysig omdat ek tot die oortuiging gekom het dat die samehorigheid van Nederlands en Afrikaans beklemtoon moet word, eerder as die verskille. Amper 99% van die Afrikaanse woordeskat bestaan uit Nederlandse woorde. 'n Taal wat so 'n groot persentasie van die woordeskat van 'n ander taal in hom het, sal moeilik sy bestaansreg kan verdedig.
— M. de Villers, grondlegger van de Afrikaanse grammatica (1961)

De Villers laat in dit citaat doorschemeren dat hij en de Suid-Afrikaanse Akademie vir Wetenskap en Kuns, die de spellingsregels voor het Afrikaans opstelt, werden beïnvloed door de politieke macht om van het Afrikaans een eigen taal te creëren, zodat de taal gebruikt kon worden bij het Afrikanernationalisme.

## Wederzijdse taalkennis
Let op: In deze sectie wordt de kennis van het Afrikaans en Nederlands door respectievelijk Nederlandstaligen en Afrikaanstaligen besproken, waarbij de groepen niet eerder in aanraking zijn geweest met de taal van de andere groep.
Nederlandstaligen worden met minder niet-cognaten geconfronteerd als zij Afrikaans bestuderen dan andersom. De onderlinge verstaanbaarheid lijkt dus asymmetrisch zijn: het is makkelijker voor Nederlandstaligen om Afrikaans te begrijpen dan voor Afrikaanssprekenden om Nederlands te begrijpen. Een van de belangrijkste oorzaken van deze asymmetrische verstaanbaarheid ligt in het verschil van de grootte van de woordenschat van beide talen. Het Nederlands heeft - als oudere taal - een aanzienlijk grotere woordenschat, omdat het ook meer moedertaalsprekers heeft en daarmee een grotere gebruikersbasis heeft. Het Nederlands heeft daarmee aanzienlijk meer synoniemen dan het Afrikaans. Over het algemeen blijkt uit onderzoek dat de onderlinge verstaanbaarheid tussen het Nederlands en Afrikaans beter is dan tussen Nederlands en Fries of de onderlinge verstaanbaarheid tussen Deens en Zweeds.

### Nederlands door Afrikaanstaligen
De standaardkennis van het Nederlands bij Afrikaanstaligen is duidelijk op te delen in twee verschillende secties. Afrikaanstaligen zijn goed in het herkennen van Nederlandse woorden en op basis van gevoel, overeenkomende betekenissen en daarmee de breedtekennis van het Nederlands. Daartegenover staat echter dat Afrikaanstaligen zeer veel moeite hebben met het produceren van Nederlands, wegens een groot gebrek aan dieptekennis.
Afrikaanstaligen beschikken over een goede en voldoende passieve kennis van de Nederlandse woordenschat. Afrikaanstaligen zijn - zonder enige kennis van het Nederlands - in staat om Nederlandse woorden te herkennen en zinnen te begrijpen. Voor 1994 was het voor leerlingen op de Afrikaanstalige Hoërskole (middelbare scholen) verplicht om een Nederlandstalig jeugdboek te lezen. Na 1994 hebben veel docenten Afrikaans deze boekenopdracht behouden. Boeken van onder anderen Jan Terlouw (Koning van Katoren) en Thea Beckman (Kruistocht in spijkerbroek) zijn populaire boeken voor deze boekenopdracht.

### Afrikaans door Nederlandstaligen
De standaardkennis van het Afrikaans bij Nederlandstaligen is minder makkelijk in twee verschillende secties te verdelen, omdat Nederlandstaligen door slechts hun taal te "versimpelen" Afrikaans kunnen begrijpen en zelfs schrijven. Hoewel het Afrikaans en het Nederlands tussen 1917 en 1933 wegens de verschillen tussen de Spelling-De Vries en Te Winkel (Nederlands) en de Spelling-Kollewijn (Afrikaans) wat betreft schrift relatief ver uit elkaar stonden, schoof het Nederlands met de spellingswijzigingen van 1934, 1946/1947, 1955 en 1996 meer naar het Afrikaans, doordat elementen van de Kollewijnspelling werden ingevoerd in het Nederlands. Deze spellingwijzigingen vergrootten de kennis van Nederlandstaligen over het Afrikaans.
Nederlandstaligen zijn zeer snel in staat om Afrikaans te lezen. Het kost Nederlandstaligen een paar middagen om Afrikaans te leren lezen. Een van de belangrijkste redenen hiervoor is de manier waarop mensen woorden leren: op klank. Als men leert lezen, leert men de woorden te herkennen in plaats van woorden per letter te lezen. Indien een Nederlandstalige Afrikaans gaat lezen, zal deze wegens de spellingsverschillen de woorden niet direct herkennen, maar als deze Nederlandstalige de Afrikaanse woorden per letter en op klankgevoel leest, zal de Nederlandstalige in staat zijn om Afrikaans te lezen. De Nederlandstalige zal dus als het ware (opnieuw) moeten leren lezen in een taal die hij al "(her)kent", zoals op de basisschool ook geleerd wordt aan kinderen die nog niet kunnen lezen.

### Produceerbaarheid en dieptekennis
Hoewel het Nederlands en het Afrikaans veel gelijkenissen vertonen, is het voor Nederlandstaligen en Afrikaanstaligen moeilijk om de andere taal te spreken. De oorzaak ligt in de grammaticale, morfologische en schriftelijke verschillen. Passieve kennis van de andere taal betekent niet dat de taal onmiddellijk gesproken kan worden. Afrikaans- en Nederlandstaligen bezitten met hun passieve kennis over de andere taal wel een voorsprong om de andere taal te leren.
Daarnaast speelt de dieptekennis van de taal ook een belangrijke rol in het kunnen produceren van een andere taal. Naast de cognaten tussen het Afrikaans en het Nederlands bevatten deze talen ook valse vrienden, waarbij hetzelfde woord iets anders betekent of een andere connotatie heeft. Zo betekent het woord "amper" in het Nederlands "nauwelijks" en in het Afrikaans "bijna" en betekent het woord "aardig" in het Nederlands "vriendelijk" en in het Afrikaans "naar", "vervelend" of "vreemd".
Het Afrikaans en het Nederlands hebben onderling nauwelijks valse cognaten.

## Afrikaanstalige schrijvers met prijzen voor Nederlandstalige literatuur
Gezien de gelijkenissen tussen Afrikaans en Nederlands werd een aantal literatuurprijzen voor Nederlandstalige literatuur uitgereikt aan Afrikaanstalige schrijvers. Zo werden de schrijvers Elisabeth Eybers en Breyten Breytenbach bekroond voor een boek of hun gehele oeuvre:
| Jaar | Prijs                                                                                                   | Winnaar             | Bekroond werk | Opmerking                                                              |
| ---- | --- | ------------------- | ------------- | ---------------------------------------------------------------------- |
| 1972 | Lucy B. en C.W. van der Hoogtprijs                                                                      | Breyten Breytenbach | Lotus         | Afrikaanstalige poëzie                                                 |
| 1974 | Herman Gorter-prijs                                                                                     | Elisabeth Eybers    | Kruis of munt | Afrikaanstalige poëzie                                                 |
| 1978 | Constantijn Huygensprijs                                                                                | Elisabeth Eybers    | gehele oeuvre | Afrikaanstalig oeuvre                                                  |
| 1982 | Eenmalige bijzondere prijs van de Jan Campert-stichting Als vervanging voor de Constantijn Huygensprijs | Breyten Breytenbach | gehele oeuvre | Afrikaanstalig oeuvre Jan Wolkers weigerde de Constantijn Huygensprijs |
| 1991 | PC Hooftprijs                                                                                           | Elisabeth Eybers    | gehele oeuvre | Afrikaanstalig oeuvre                                                  |
| 1995 | Jacobus van Looyprijs                                                                                   | Breyten Breytenbach | gehele oeuvre | Voor het samenspel tussen literatuur en beeldende kunst                |
| 2018 | Gouden Ganzenveer                                                                                       | Antjie Krog         | gehele oeuvre | Afrikaanstalig oeuvre                                                  |

## Directe vergelijkingen tussen het Afrikaans en Nederlands

### Vergelijking van verschillende woorden en zinnen
Let op: deze voorbeelden zijn willekeurig bedacht.
| Afrikaans                                                | Nederlands                                                         |
| -------------------------------------------------------- | ------------------------------------------------------------------ |
| Verstaan jy my?                                          | Versta je mij?                                                     |
| Ek verstaan dit                                          | Ik begrijp het Of ook gebruikelijk: Ik versta het                  |
| Wat is jou naam?                                         | Hoe heet jij? Wat is jouw naam?                                    |
| Wat maak jy?                                             | Wat ben je aan het doen?                                           |
| Ek hou van jou (platonisch) Ek het jou lief (romantisch) | Ik heb je lief (platonisch) Ik hou van je/jou (romantisch)         |
| Is jy honger?                                            | Heb je honger?                                                     |
| Dié boek is vir jou                                      | Dit boek is voor jou                                               |
| Ek het al geëet                                          | Ik heb al gegeten                                                  |
| Stem jy saam?                                            | Ben je het daarmee eens? Minder gebruikelijk: Stem jij daarmee in? |
| Stem jy [daartoe] in?                                    | Ga je daarmee akkoord?                                             |
| Oop vanaand                                              | Open vanavond                                                      |
| Hulle woon hier                                          | Ze wonen hier Grammaticaal verkeerd: Hun wonen hier                |
| Kan ons die middestad besoek?                            | Kunnen we de binnenstad bezoeken?                                  |
| Piesang                                                  | Banaan                                                             |
| Baadjie                                                  | Jasje, vest                                                        |
| Ek is halfpad daar                                       | Ik ben halverwege                                                  |
| Hierdie vrug smaak sleg                                  | Deze vrucht smaakt slecht                                          |
| Het jy dit gesê?                                         | Heb jij dat gezegd?                                                |
| Hy het op die lughawe aangekom                           | Hij is op de luchthaven aangekomen                                 |
| As dit reën, sal dié sambreel jou beskerm                | Als het regent, zal deze paraplu je beschermen                     |

### Tekstvergelijking
Hieronder is een vergelijking gemaakt tussen de Afrikaanse tekst van Die Stem van Suid-Afrika (het oude volkslied van Zuid-Afrika) en de Nederlandse vertaling.
| Afrikaans                         | Nederlands                         |
| Uit die blou van onse hemel,      | Uit het blauw van onze hemel       |
| Uit die diepte van ons see,       | Uit de diepte van onze zee,        |
| Oor ons ewige gebergtes           | Over onze eeuwige gebergtes,       |
| Waar die kranse antwoord gee.     | Waar de rotsen antwoord geven.     |
| Deur ons vêr verlate vlaktes      | Door ons ver verlaten vlaktes      |
| Met die kreun van ossewa.         | Met het gekreun van ossenwagens    |
| Ruis die stem van ons geliefde,   | Ruist de stem van ons geliefde,    |
| Van ons land Suid-Afrika.         | Van ons land Zuid-Afrika.          |
|                                   |                                    |
| Ons sal antwoord op jou roepstem, | We zullen antwoorden op je roepen  |
| Ons sal offer wat jy vra:         | We zullen offeren wat jij vraagt   |
| Ons sal lewe, ons sal sterwe,     | We zullen leven, we zullen sterven |
| Ons vir jou, Suid-Afrika.         | Wij voor jou, Zuid-Afrika.         |
|                                   |                                    |